# دانيال إي. كيلي
دانيال إي. كيلي (بالإنجليزية: Daniel E. Kelley)‏ هو ملحن أمريكي، ولد في 1843، وتوفي في 1905.

## وصلات خارجية
- دانيال إي. كيلي على موقع IMDb (الإنجليزية)
- دانيال إي. كيلي على موقع ميوزك برينز (الإنجليزية)
- دانيال إي. كيلي على موقع ديسكوغز (الإنجليزية)